# ラジアレン
[n]ラジアレンは、n個の交差共役した環外二重結合を有する脂環式化合物である。一般的に二重結合部分はアルケンだが、カルボニル基 (C=O) であるものも同様にラジアレンと呼ばれる。無置換体を得ることが困難なものもあるが、そのようなものに対しても様々な置換誘導体が知られている。
関連する化合物として、ラジアレンの環を開いた構造を持つデンドラレン、ラジアレンと同様にsp2炭素から構成されているブタジエンやベンゼン等がある。
ラジアレンはその特異な性質と反応性により有機化学分野で研究が進められているが、未だ実用的な応用には至っていない。実験的には、新規な有機伝導体や有機強磁性体の構成単位としての利用が報告されている。最初のラジアレンであるヘキサエチリデンシクロヘキサンは1961年に合成された。

## 構造
[3]、[4]ラジアレンは平面形の分子構造を取り、全ての炭素が同一平面上に乗っていることが予測されている。これはヘキサメチル[3]ラジアレン、シクロブタンテトラオンテトラキス(ヒドラゾン)を用いて実験的にも確認された。無置換の[5]ラジアレンはほぼ平面構造をとる。デカメチル[5]ラジアレンはC2対称性を持つ捻れた封筒形配座を取る。[6]ラジアレンはいす型配座を取ると予測され、これはヘキサエチリデンシクロヘキサンを用いて実験的に確認された。
そのπ電子の分布特性から、ペリレン、トリフェニレンのような炭化水素はラジアレンとは見なされない。ある研究では、チオフェン単位から構成された[6]ラジアレンが調査された。
X線回折により、この化合物はD3h対称性を持つが芳香族化合物ではないと報告されている。炭素-炭素結合の結合長はベンゼンと比べ著しく長く（ベンゼンの140pmに対し145pm）、NICS値はほぼ0と計算されている。

## 合成と性質
無置換の[3]、[4]、[5]、[6]ラジアレンはいずれも、酸素と接触すると重合反応を起こす。

### [3]ラジアレン
[3]ラジアレン、またはトリメチレンシクロプロパンは1965年に合成された。誘導体としては、トリキノシクロプロパン類 (triquinocyclopropanes)、トリメチレンシクロプロパンジアニオンの塩、トリス(チオキサンテン-9-イリデン)シクロプロパン、トリス(フルオレン-9-イリデン)シクロプロパン、ヘキサキス(トリメチルシリルエチニル)[3]ラジアレンが報告されている。4,5,6-トリホスファ[3]ラジアレンをベースとしたリン誘導体も報告されており、ホスファラジアレン類を太陽電池の量子効率向上に用いる研究が行われている。ヘキサキス[4-(ジアリルアミノ)フェニル][3]ラジアレンは顕著に低い酸化還元電位を有することで研究が行われている。

### [4]ラジアレン
無置換の[4]ラジアレンは、メタノール中でcis,trans,cis-テトラ(ブロモメチル)シクロブタンに対してナトリウムメトキシドを用いた脱離反応を行うことで合成された。
[4]ラジアレンは室温下で酸素との接触によって重合を起こしてしまう。このため、生成物に対して白金触媒による水素化を行いcis,cis,cis-テトラメチルシクロブタンの生成を確認することで、生成物が[4]ラジアレンであることを実証した。

### [5]ラジアレン
[5]ラジアレンは最も合成が難航したが、2015年に、無置換[5]ラジアレンの低温下での合成成功が報告された。この合成では、前駆体を鉄との錯体とし、自己ディールス・アルダー反応を抑制したことで初めて成功した。ただし、それでも半減期は-20℃で16分と非常に不安定である。これは、[5]ラジアレンの構造がほぼ平面であるため、協奏的にディールス・アルダー反応を起こしやすいと報告されている。　

### [6]ラジアレン
無置換の[6]ラジアレンは1,5,9-シクロドデカトリイン、1,3,6-トリ(クロロメチル)メシチレン、トリシクロブタベンゼン等から合成されているが、不安定で直ちに重合反応を起こす。
安定な置換体としてはヘキサメチル置換体、ドデカメチル置換体、ヘキサブロモ置換体がある。
トリスアルコキシ置換体も報告されており、この置換体の中心の環はねじれふね型配座を取る。

## 利用
複雑な化合物やポリマーの合成への応用に関する研究が進められている。